# 克內里德
克內里德是瑞士的城鎮，位於該國中西部，由伯恩州負責管轄，面積3.33平方公里，海拔高度506米，2011年人口445，八成人口信奉基督教，人口密度每平方公里134人。